# Рошелли, Августин
Августин Рошелли (итал. Agostino Roscelli; 27 июля 1818, Казарца-Лигуре, Лигурия — 7 мая 1902, Генуя) — святой Римско-католической церкви, священник, исповедник, основатель женской монашеской конгрегации «Сёстры Непорочного зачатия Пресвятой Девы Марии».

## Биография
В 1835 году поступил в духовную семинарию в Генуе. 19 сентября 1846 года был рукоположён в сан священника кардиналом Пласидо Мария Тадини. Был назначен на священническую службу в Сан Мартино д’Альбаро. Исполнял обязанности исповедника, занимался пастырской работой среди бедных. Для помощи обездоленным основал женскую монашескую конгрегацию «Сёстры Непорочного зачатия Пресвятой Девы Марии».

## Прославление
7 мая 1995 года был причислен папой Иоанном Павлом II к лику блаженных, 10 июня 2001 года был причислен к лику святых.
День памяти в Католической церкви — 7 мая.